# 展毛短柄乌头
展毛短柄乌头（学名：Aconitum brachypodum var. laxiflorum）为毛茛科乌头属下的一个变种。

## 扩展阅读
- 維基物種上的相關：展毛短柄乌头